# Elezioni parlamentari in Grecia del 1958
Le elezioni parlamentari in Grecia del 1958 si tennero l'11 maggio.

## Risultati
| Liste                                                              | Voti      | %     | Seggi |
| ------------------------------------------------------------------ | --------- | ----- | ----- |
| Unione Radicale Nazionale                                          | 1 583 885 | 41,16 | 171   |
| Sinistra Democratica Unita                                         | 939 902   | 24,43 | 79    |
| Partito dei Liberali                                               | 795 445   | 20,67 | 36    |
| Unione Democratica Contadina Progressista (EPEK - KP - DKEL - KAE) | 408 787   | 10,62 | 10    |
| Unione dei Partiti Popolari (LKK - LK - KE - MK - DMK)             | 113 358   | 2,95  | 4     |
| Liste di Indipendenti                                              | 4 009     | 0,10  | –     |
| Candidati isolati                                                  | 2 399     | 0,06  | –     |
| Totale                                                             | 3 847 785 | 100   | 300   |